# Monastère de Korsoun
Le monastère de Korsoun (ukrainien : Корсунський монастир) est un monastère ukrainien,  dépendant de l’Église orthodoxe situé dans le ville de Nova Kakhovka, raïon de Kakhovka, en rive gauche du Dniepr.

## Histoire
En 1784 par la demande Grigori Potemkine, sur une autorisation de Catherine II le monastère est autorisé. Une première église en bois fut construite puis une en pierre en 1795, la précédente ayant brulé en 1782. Le monastère fut construit sur l'emplacement actuel de 1796 à 1803. Le monastère fermait en 1930 pour être utilisé comme orphelinat. Les bâtiments actuels sont les seuls survivance des destructions de la seconde guerre mondiale.

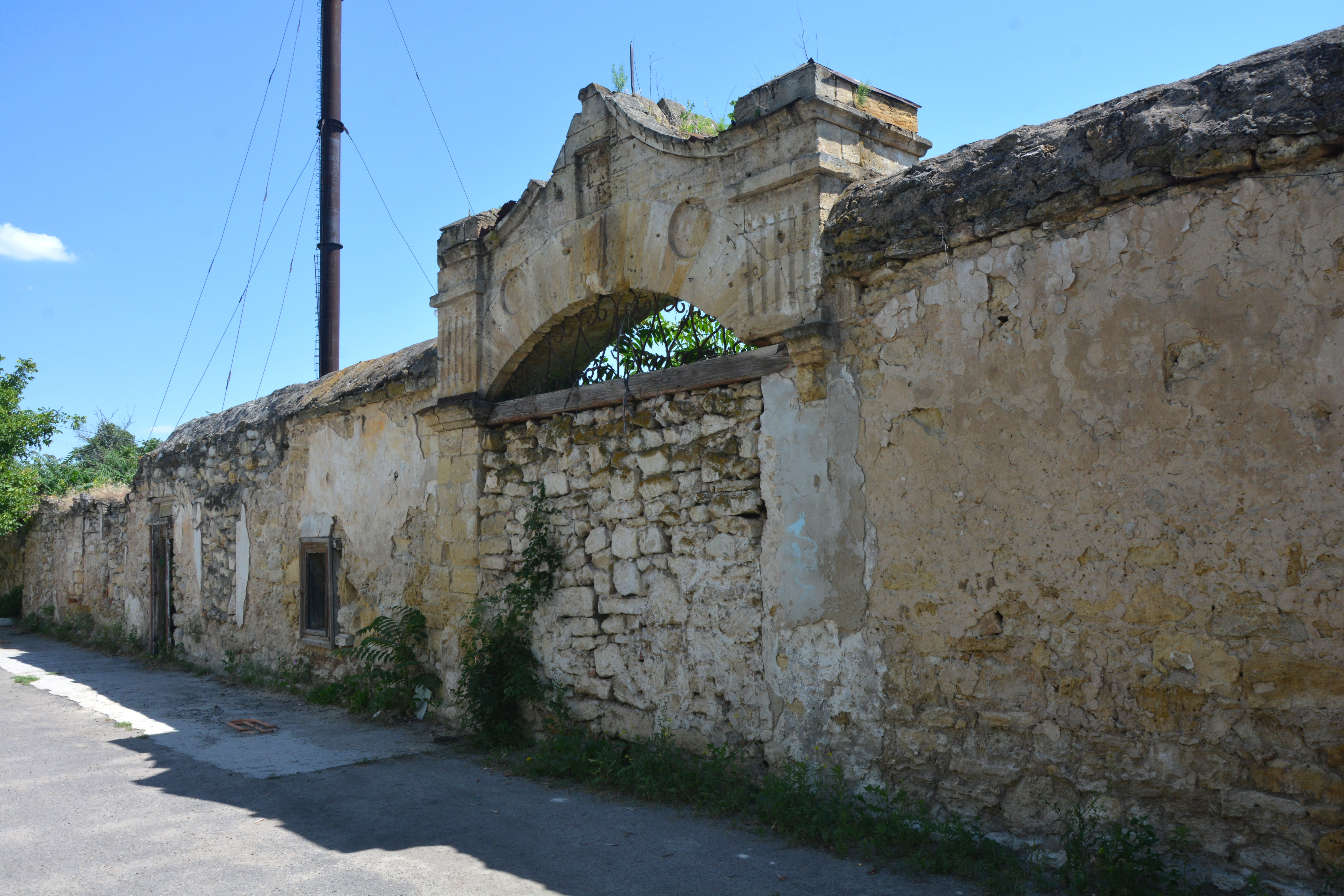
Sa clôture,
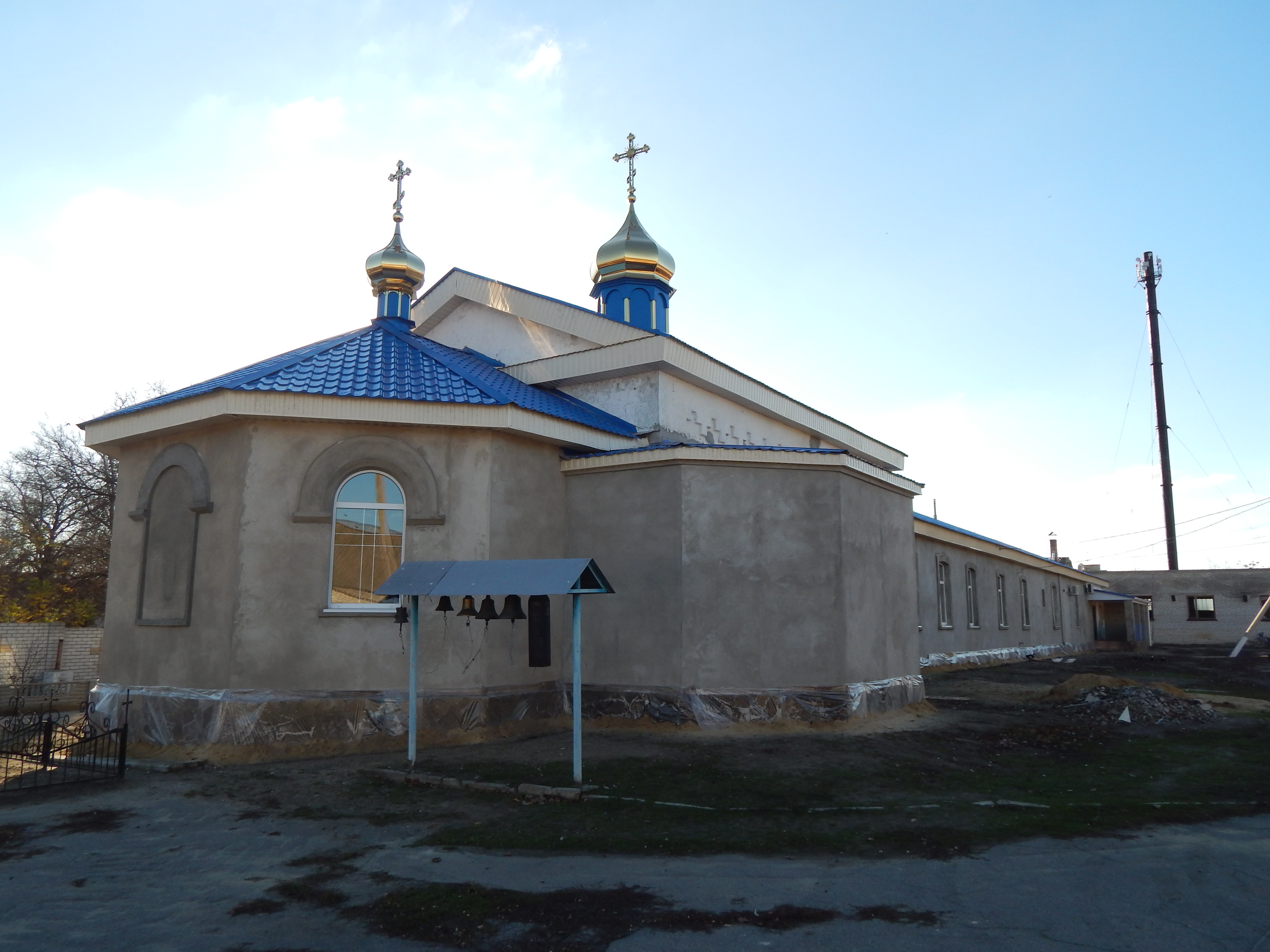
la petite cathédrale classée
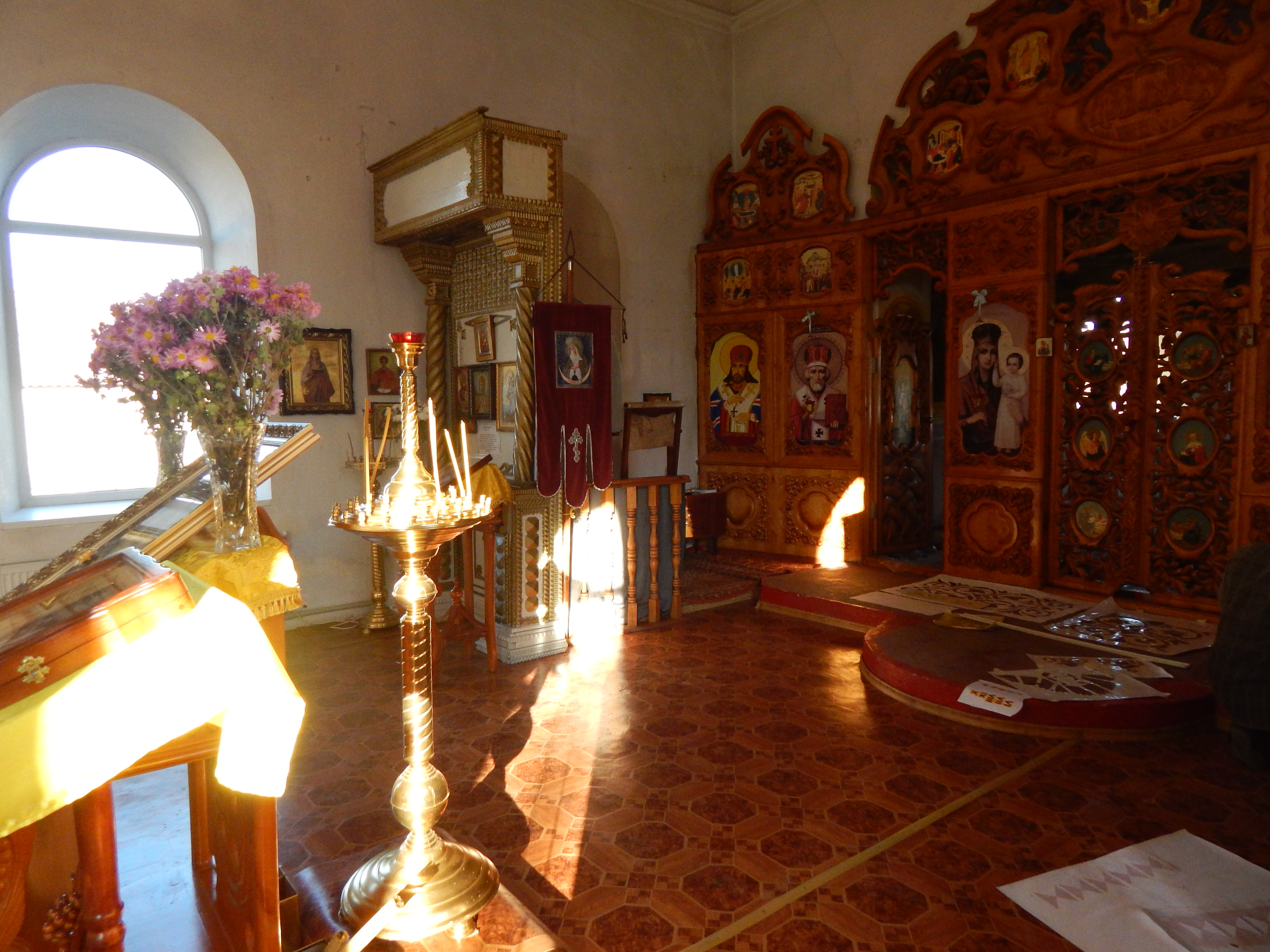
et son intérieur.
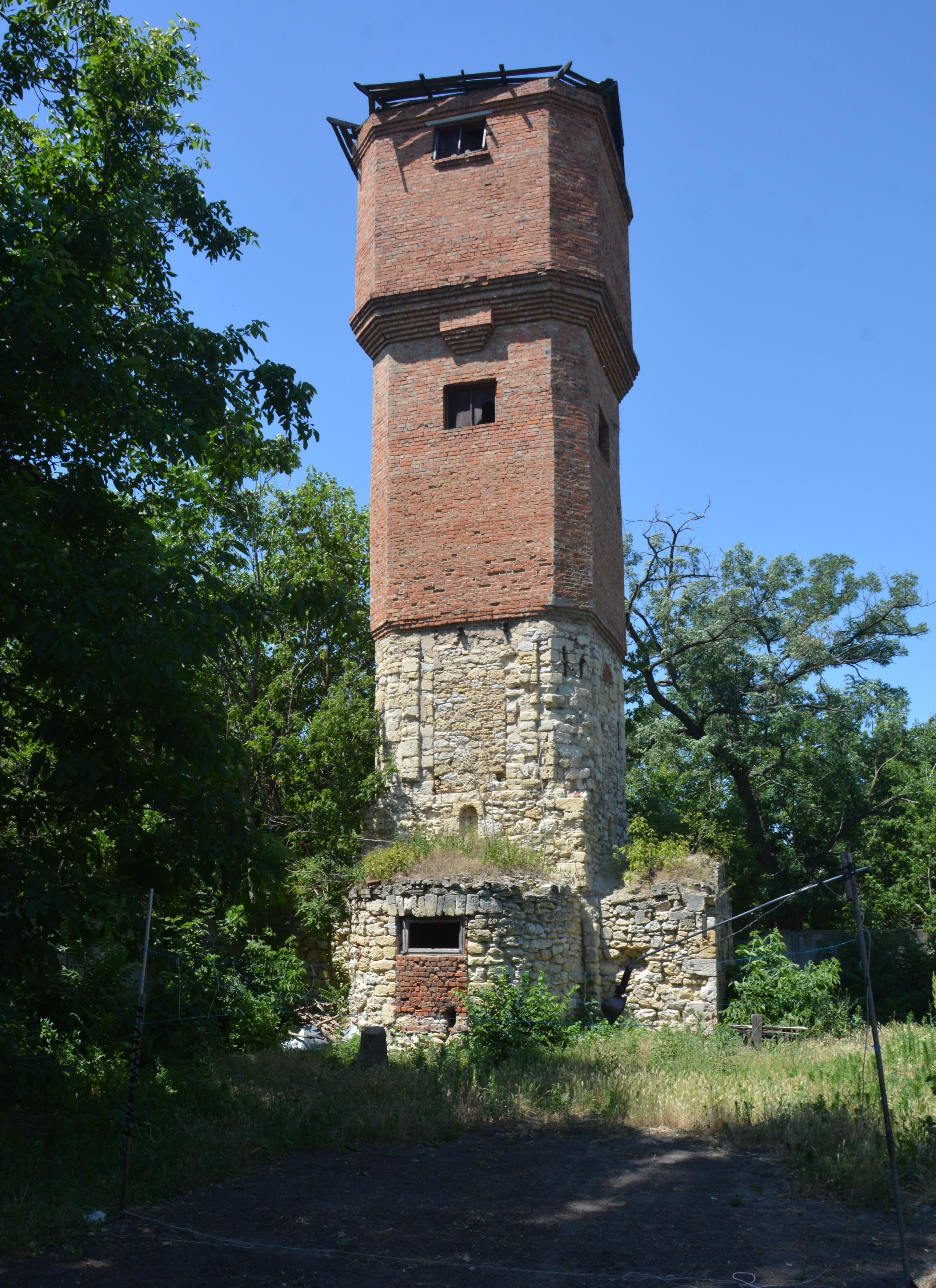
L'église st-Dimitri[3].

Il est restauré de 1999 à 2009 et sert alors de lieu de culte.